# Беловские источники
Беловские источники — минеральные горячие источники в южной части полуострова Камчатка. Находятся на территории Мильковского района Камчатского края России.
Воды терм являются ядовитыми для человека.
Расположены в среднем течении реки Белой. Состоят из трёх групп. Общий дебит всех источников — 5 л/с.
Состав воды Беловских источников гидрокарбонатно-хлоридный натриевый с содержанием кремнекислоты до 180 мг/л. Для вод этих источников характерно самое высокое содержание (для камчатских термальных вод) мышьяка (выше 12 мг/л), а также метаборной кислоты (до 500 мг/л). Минерализация воды 4,54 — 5 г/л. В воде значительно содержание марганца, фосфора, железа, сурьмы, ртути.
Близ Беловских источников находятся Тумрокские горячие источники.